# هابي ساينس

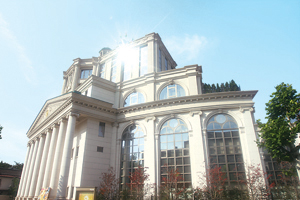
مبنى هابي ساينس

هابي ساينس (بالإنجليزية: Happy Science) (باليابانية: 幸福の科学)، وينطق باليابانية (Kōfuku-no-Kagaku)، هي منظمة أكاديمية تعليمية تهدف للبحث عن السعادة، أسسه الزعيم الروحي الياباني ريوهو أوكاوا، ومقرها في العاصمة اليابانية طوكيو، يهدف الأكاديمية للبحث عن السعادة للإنسان سواءاً في مجال العمل أو ربطه بالعقيدة، أسست الأكاديمية بتاريخ 6 أكتوبر سنة 1986م، وكانت اسم الأكاديمية السابقة (معهد البحوث للسعادة الإنسانية).